# Cottenchy
Cottenchy és un municipi francès, del departament del Somme i a la regió dels Alts de França. Cottenchy forma part del cantó de Boves, que al seu torn forma part de l'arrondissement d'Amiens. L'alcalde de la ciutat és Daniel Cotrel (2001-2008). L'any 1999 tenia 372 habitants. Cottenchy és molt a prop de la ciutat de Boves i a poca distància d'Ailly-sur-Noye. De fet, una de les carreteres que enllaça les dues ciutats passa per Cottenchy. El poblet de Le Paraclet forma part de la comuna de Cottenchy.

## Enllaços externs

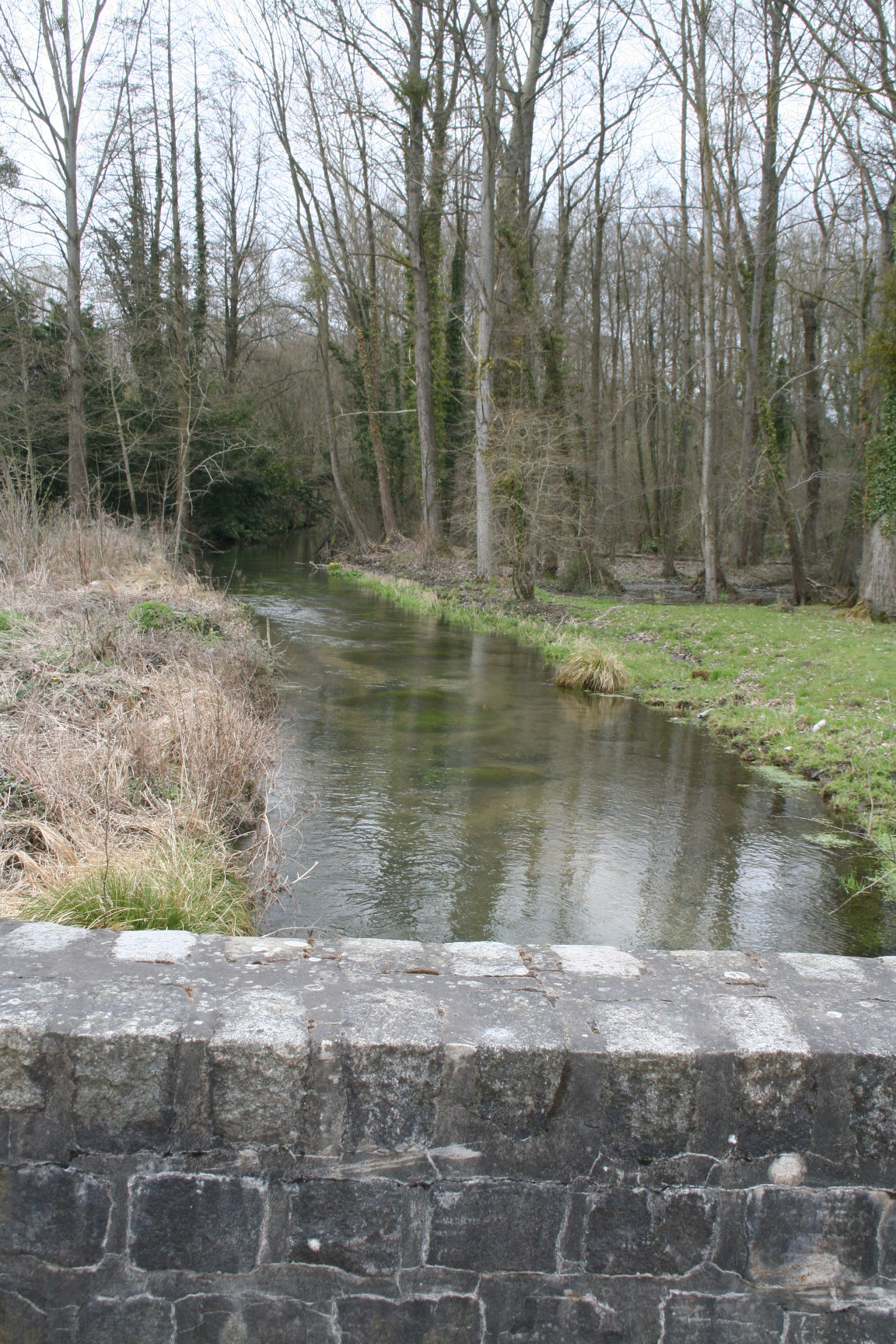
Pont de Grès